# Paul Audra
Pour les articles homonymes, voir Audra.
Paul Audra né à Valence le 25 juillet 1869 et mort à Nice le 2 février 1948 est un peintre français.
Il ne faut pas le confondre avec le peintre homonyme Paul Audra (1863-1891),
Fils du pasteur Eugène AUDRA (1829-1907) voir wikipedia à ce nom.

## Biographie

L'Enfer du jeu, 1911, huile sur toile, Palm Beach, collection David E. Weisman et Jacqueline E. Michel.

Célestin Paul Rosemond Audra est élève à l'École des beaux-arts de Lyon, puis à l'École des beaux-arts de Paris dans les ateliers de Gustave Moreau, Jules-Élie Delaunay et Pierre Puvis de Chavannes. Il se lie à cette époque avec Henri Matisse et Georges Rouault.
Après avoir dirigé l’École d'art décoratif et industriel de Valence, Paul Audra s'établit à Nice et y dirige l’École des arts décoratifs de 1911 à 1934. Henri Matisse lui rend visite régulièrement, y dessine librement les modèles de plâtre et fréquente les cours de sculptures.
Artiste complet et éclectique, Paul Audra exécute des aquarelles, des huiles, des pastels, des eaux-fortes, des fresques en collaboration avec Matisse, des mosaïques, des vitraux, des céramiques. Sa peinture, qui représente la part principale de son œuvre, révèle un classique affectionnant le paysage, le portrait, les scènes de genre.
Paul Audra expose dans les salons à partir de 1897 et au Salon d'automne de 1905 à 1920.
Les musées de Nice, Lyon et d'Oslo conservent certains de ses tableaux.
Il écrit un traité, La Vision et l'expression plastique (Paris, 1924). Il publie aussi des correspondances, en particulier en 1913 entre Gustave Courbet et le collectionneur d'art Alfred Bruyas.

## Œuvres dans les collections publiques
- Delle, chapelle des Dames dominicaines : verrières.
- Lalouvesc, basilique Saint-Régis : fresques de la coupole.
- Lyon, musée des Beaux-Arts : Portrait d'Isabelle Delubac[4].
- Marseille, couvent des Dominicains : verrières.
- Nice :
  - Centre universitaire méditerranéen :
    - Le Marché de Nice ;
    - Harmonie des sens et de l'esprit, salon Harmonie[5].

  - musée des Beaux-Arts :
    - Portrait du peintre Henri Depeyre ;
    - La Chaîne de l'Étoile et Moustiers Sainte-Marie.
- Romans-sur-Isère, ancien Cercle militaire : tableaux à sujets militaires.
- Saillans, mairie, salle du Conseil : Saillans à l'époque romaine, peintures murales d'après d'un poème de Maurice Faure[6].

## Distinctions
- Officier de l'Instruction publique
- Chevalier de la Légion d'honneur